# Gerhard Leistner
Gerhard Leistner (* 16. Januar 1955 in Ludwigsburg) ist ein deutscher Kunsthistoriker und ehemaliger Kurator.

## Leben
Gerhard Leistner studierte Kunstgeschichte, Klassische Archäologie und Volkskunde an den Universitäten München und Würzburg, wo er 1985 über das Thema Idee und Wirklichkeit. Gehalt und Bedeutung des urbanen Expressionismus in Deutschland, dargestellt am Werk Ludwig Meidners promoviert wurde.
Von 1986 bis 1987 war er wissenschaftlicher Volontär am Kunstmuseum Düsseldorf (Museum Kunstpalast) und 1987 bis 1989 wissenschaftlicher Angestellter am Württembergischen Landesmuseum Stuttgart, Landesstelle für Museumsbetreuung Tübingen.
Von 1989 bis 2020 wirkte Leistner als Sammlungsleiter (Gemälde / Skulptur) und Ausstellungskurator am Kunstforum Ostdeutsche Galerie in Regensburg.
Zwischen 1992 und 2014 hatte er zudem einen Lehrauftrag für Museums- und Ausstellungswesen am Institut für Kunstgeschichte der Universität Regensburg.
2011 bis einschließlich 2019 war er außerdem Mitglied im Wissenschaftlichen Beirat der Adolf Hölzel-Stiftung, Stuttgart.
Gerhard Leistner schied Anfang 2020 aus dem aktiven Museumsdienst und ist heute als freier Kunsthistoriker, Autor und Gutachter tätig.

## Ausstellungen (Auswahl)
- 1987: Alfred Flechtheim. Sammler, Kunsthändler, Verleger, Kunstmuseum Düsseldorf (zusammen mit Hans-Albert Peters und Stephan von Wiese) mit Katalog
- 1993: Markus Lüpertz. Gemälde nach Poussin, Museum Ostdeutsche Galerie Regensburg (zusammen mit Andreas Blühm) mit Katalog ISBN 3-89188-061-8
- 1994: Otto Freundlich. Ein Wegbereiter der abstrakten Kunst, Museum Ostdeutsche Galerie Regensburg (in Kooperation mit dem Kulturgeschichtlichen Museum Osnabrück) mit Katalog ISBN 3-89188-068-5
- 1996: Kunst als Konzept. Konkrete und geometrische Tendenzen seit 1960 im Werk deutscher Künstler aus Ost- und Südosteuropa, Museum Ostdeutsche Galerie Regensburg mit Katalog ISBN 3-89188-074-X
- 1998: Rolf Cavael (1898–1979). Ein Künstler des deutschen Informel. Retrospektive zum 100. Geburtstag, Museum Ostdeutsche Galerie, Regensburg mit Katalog ISBN 3-89188-083-9
- 2001: Ida Kerkovius (1879–1970). Gemälde, Pastelle, Aquarelle, Zeichnungen, Teppiche – Retrospektive, Regensburg, Museum Ostdeutsche Galerie Regensburg und Ārzemju Mākslas muzejs Rīga mit Katalog ISBN 3-89188-093-6
- 2002: Von Otto Mueller bis Oskar Schlemmer. Künstler der Breslauer Akademie, Museum Ostdeutsche Galerie Regensburg (in Kooperation mit dem Staatlichen Museum Schwerin) mit Katalog ISBN 3-86106-076-0
- 2005: Tanz der Migofs. Bernard Schultze 1915–2005, Kunstforum Ostdeutsche Galerie Regensburg mit Katalog ISBN 3-89188-107-X
- 2006/2007: Otto Mueller. Verlorenes Paradies. Werke aus der Sammlung Karsch, Kunstforum Ostdeutsche Galerie Regensburg mit Katalog ISBN 978-3-89188-113-2
- 2009/2010: Kaleidoskop. Hölzel in der Avantgarde, Kunstforum Ostdeutsche Galerie Regensburg (in Kooperation mit dem Kunstmuseum Stuttgart) mit Katalog ISBN 978-3-86828-089-0
- 2012: Geometrie, Farbe, Licht. Ben Muthofer retrospektiv, Kunstforum Ostdeutsche Galerie Regensburg mit Katalog ISBN 978-3-89188-124-8
- 2015: Erlebnis Skulptur! Bildwerke des Kunstforums Ostdeutsche Galerie Regensburg mit Katalog ISBN 978-3-930633-20-3
- 2016/2017: Daniel Spoerri Das offene Kunstwerk, Kunstforum Ostdeutsche Galerie Regensburg mit Katalog ISBN 978-3-86832-346-7 (Verlagsausgabe)
- 2019: Katharina Sieverding. Deutschland wird deutscher. Präsentation und Dokumentation, Kunstforum Ostdeutsche Galerie Regensburg mit Katalog ISBN 978-3-89188-136-1

## Schriften (Auswahl)
Gerhard Leistner ist Autor und Herausgeber von zahlreichen Publikationen zur deutschen Kunst des 19. Jahrhunderts, der Klassischen Moderne und nach 1945. Er ist Bearbeiter des Werkverzeichnisses von Oskar Moll (1875–1947).
- Die Großstadt Berlin als Krisenherd der Expressionisten, in: Ausst.-Kat. „O meine Zeit. So namenlos zerrissen ...“, Zur Weltsicht des Expressionismus; Kunsthalle Bielefeld 1985, S. 26–49
- Gang durch die Sammlung. Gemälde, Skulpturen und Objekte. Museum Ostdeutsche Galerie Regensburg, Regensburg 1993 (zusammen mit Andreas Blühm und Brigitte Hausmann) ISBN 3-89188-063-4
- Markus Lüpertz‘ Poussin Zyklus als dialektische Gestaltungsform, in: Ausst.-Kat. Markus Lüpertz, Gemälde nach Poussin; Museum Ostdeutsche Galerie Regensburg, Regensburg 1993, S. 26–35 ISBN 3-89188-061-8
- Joseph Hickel. Bildnis einer Wiener Sängerin 1792. Museum Ostdeutsche Galerie Regensburg; Regensburg 1996 ISBN 3-89188-072-3
- Ludwig Meidner. Bildnis des Dichters Ferdinand Hardekopf 1915. Museum Ostdeutsche Galerie Regensburg; Regensburg 1997 ISBN 3-89188-079-0
- Adolf Hölzel. Heilige Ursula 1914/15. Museum Ostdeutsche Galerie Regensburg; Regensburg 2000 ISBN 3-89188-091-X
- Zwischen Naturmystik und Nationalmythos. Schreiberhau im Riesengebirge als Sonderfall europäischer Künstlerkolonien, in: Ausst.-Kat. Künstlerkolonie in Europa. Im Zeichen der Ebene und des Himmels; Germanisches Nationalmuseum Nürnberg 2001, S. 157–169 ISBN 3-926982-81-0
- Max Pechstein. Blauer Tag 1911. Kunstforum Ostdeutsche Galerie Regensburg; Regensburg 2003 ISBN 3-89188-101-0
- Migof-Labyrinth oder die Dialektik einer Seelenlandschaft, in: Ausst.-Kat. Tanz der Migofs. Bernard Schultze 1915–2005; Kunstforum Ostdeutsche Galerie Regensburg, Regensburg 2005, S. 13–21 ISBN 3-89188-107-X
- Erinnerung & Vision. 100 Meisterwerke der Sammlung. Kunstforum Ostdeutsche Galerie Regensburg, Regensburg 2005 (zusammen mit Ulrike Lorenz) ISBN 3-89188-110-X
- Natur und Experiment. Hölzel in Dachau, in: Ausst.-Kat. Kaleidoskop. Hoelzel in der Avantgarde; Kunstmuseum Stuttgart und Kunstforum Ostdeutsche Galerie Regensburg; Heidelberg 2009, S. 34–46 ISBN 978-3-86828-089-0
- Weltende. Ludwig Meidner und der Erste Weltkrieg, in: Fadani, Andrea; Horstenkamp, Ulrike und Weidle, Gabriele (Hrsg.): Zwischen den Fronten. Leben und Sterben im Ersten Weltkrieg; Bonn 2014, S. 224–247 ISBN 978-3-930370-34-4
- Vision Farbe. Adolf Hölzel und die Moderne; Paderborn 2015  (hrsg. mit Christoph Wagner) ISBN 978-3-7705-5258-0
- Kunstforum Ostdeutsche Galerie Regensburg. Katalog der Bildwerke (LETTER Schriften Bd. 21); Köln 2015 (zusammen mit Johanna Kreis, Miryam C. Stillings und Bernd Ernsting) ISBN 978-3-930633-20-3
- Oskar Moll als Impulsgeber für die Moderne an der Breslauer Akademie, in: Ausst.-Kat. Maler. Mentor. Magier. Otto Mueller und sein Netzwerk in Breslau; Berlin, Neue Nationalgalerie, Hamburger Bahnhof – Museum für Gegenwart, 12.10.2018 – 3.3.2019; Heidelberg 2018, S. 178 (Abb.) -187 ISBN 978-3-86828-873-5
- Oskar und Marg Moll. Ein großbürgerliches Künstlerehepaar zwischen wilhelminischer Ära und nationalsozialistischer Diktatur, in: Felix Billeter und Maria Leitmeyer (Hrsg.): Künstlerpaare der Moderne. Hans Purrmann und Mathilde Vollmoeller-Purrmann im Diskurs (Tagungsband); Berlin und München 2021, S. 48 (Abb.) -71 ISBN 978-3-422-98650-3